# آرثر جيلمان
آرثر جيلمان (بالإنجليزية: Arthur Gilman)‏ هو مصرفي أمريكي، ولد في 22 يونيو 1837 في ألتون في الولايات المتحدة، وتوفي في 27 ديسمبر 1909 في اتلانتيك سيتي في الولايات المتحدة.